# Цао Гуодзю
Императорски сродник, Цао Гуодзю се опитвал да поправи прегрешенията на корумпирания си брат, напомняйки му за неизбежността на небесните закони. Накрая заминава в планините да изучава учението Дао под ръководството на Хан Сяндзъ и Лю Дунбин.